# Teatro Bellini (Napels)

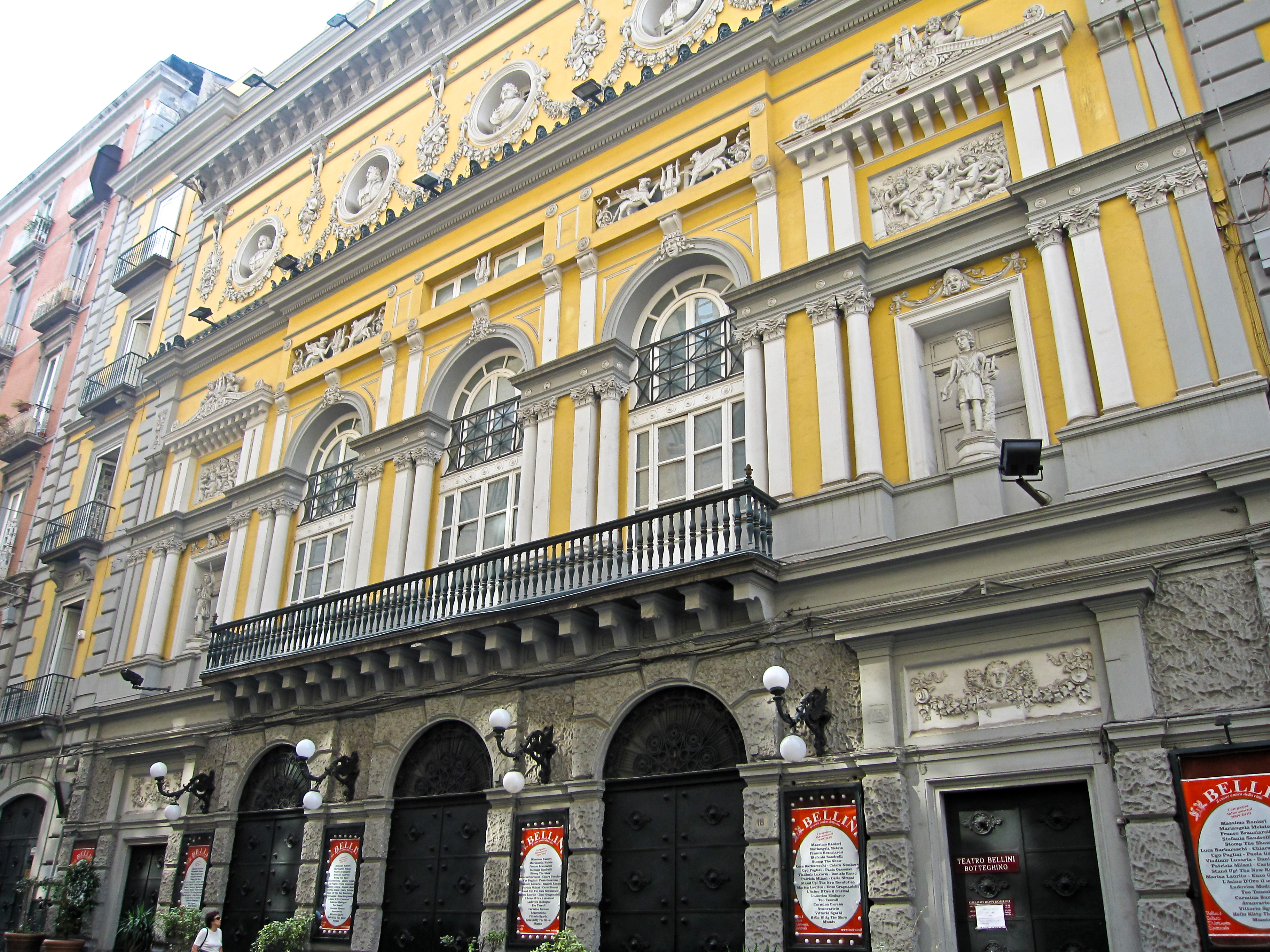
Teatro Bellini in Napels

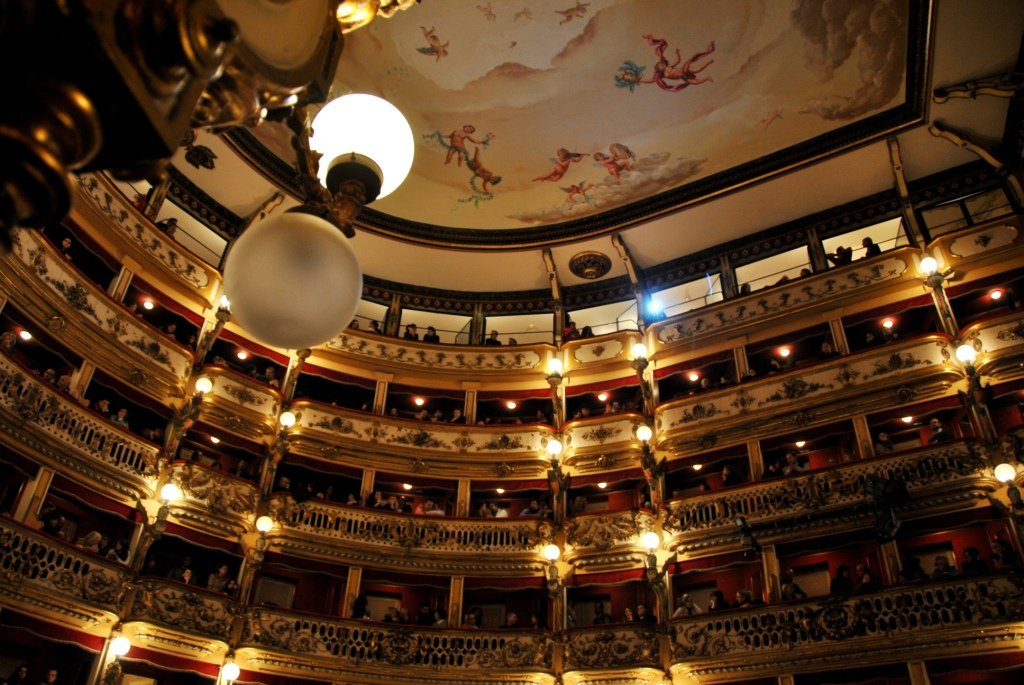
Binnenzicht

Het Teatro Bellini is een 19e-eeuws theater in Napels, Zuid-Italië. Het is gelegen in de Via Conte di Ruvo en telt 940 plaatsen.

## Historiek
Het theater opende de deuren aan de Via Bellini in 1864. Het was baron Nicola Lacapra Sabelli die de drijvende kracht was achter de exploitatie van het theater. Enkele jaren later in 1869 brandde het theater volledig uit. Als gevolg bleven enkel de buitenmuren over.
De heropening van het theater vond plaats in 1881. Het theater bevond zich enkele honderden meters verwijderd van de Via Bellini doch behield de naam Bellini. De architect van de huidige theaterversie in de Via Conte di Ruvo was Carlo Sorgente. Het theater was de ontmoetingsplaats van de Napolitaanse burgerij. Operettes en musicals waren populair.
In 1962 sloot het theater de deuren wegens financiële problemen. Het gebouw werd omgevormd tot een cinemazaal. 
De Teatro Bellini werd opnieuw een theater in 1986; de promotor van het project was Tato Russo, een Napolitaans regisseur en componist.